# Рабис (журнал)
«Рабис» — советский иллюстрированный журнал Всесоюзного профсоюза работников искусств (РАБИС) (аббревиатура от слов «РАБотники ИСкусства»).
Печатный орган ЦК Всероссийского профсоюза работников искусств, массовой профессиональной организации в СССР и затем в России, объединяющей на добровольных началах всех работников искусств. Издавался в Москве в 1927—1934 годах. До 1930 года — еженедельно, после, до 1933 года — ежедекадно, с 1933 года — ежемесячно. Всего вышло 302 номера.
В журнале публиковались теоретические статьи по вопросам искусства, театра, кино, эстрады, цирка, музыки, изобразительного искусства и др., а также официальные, руководящие материалы, инструкции и циркуляры ЦК Всерабиса, Главискусства и пр.
Журнал освещал практический опыт перестройки художественного производства, являясь органом самокритики работников искусств. Особое внимание уделял практическим вопросам быта, производства работников искусств и методам соцсоревнования. Имелись отделы-хроники по советскому и зарубежному театру.
Продолжил традиции журнала «Вестник работников искусств» (1920—1926).